# Сербський фронт (Перша світова війна)
Сербський фронт (Перша світова війна) (1914—1915) — військові дії, що відбувались з кінця липня 1914 року, коли Австро-Угорщина напала на Сербію на початку війни, до закінчення війни в листопаді 1918 року. Фронт коливався від Дунаю до південної Македонії і назад знову на північ (в Сербії, Чорногорії, Греції, Албанії, Болгарії), за участю військ майже усіх країн-учасниць війни.

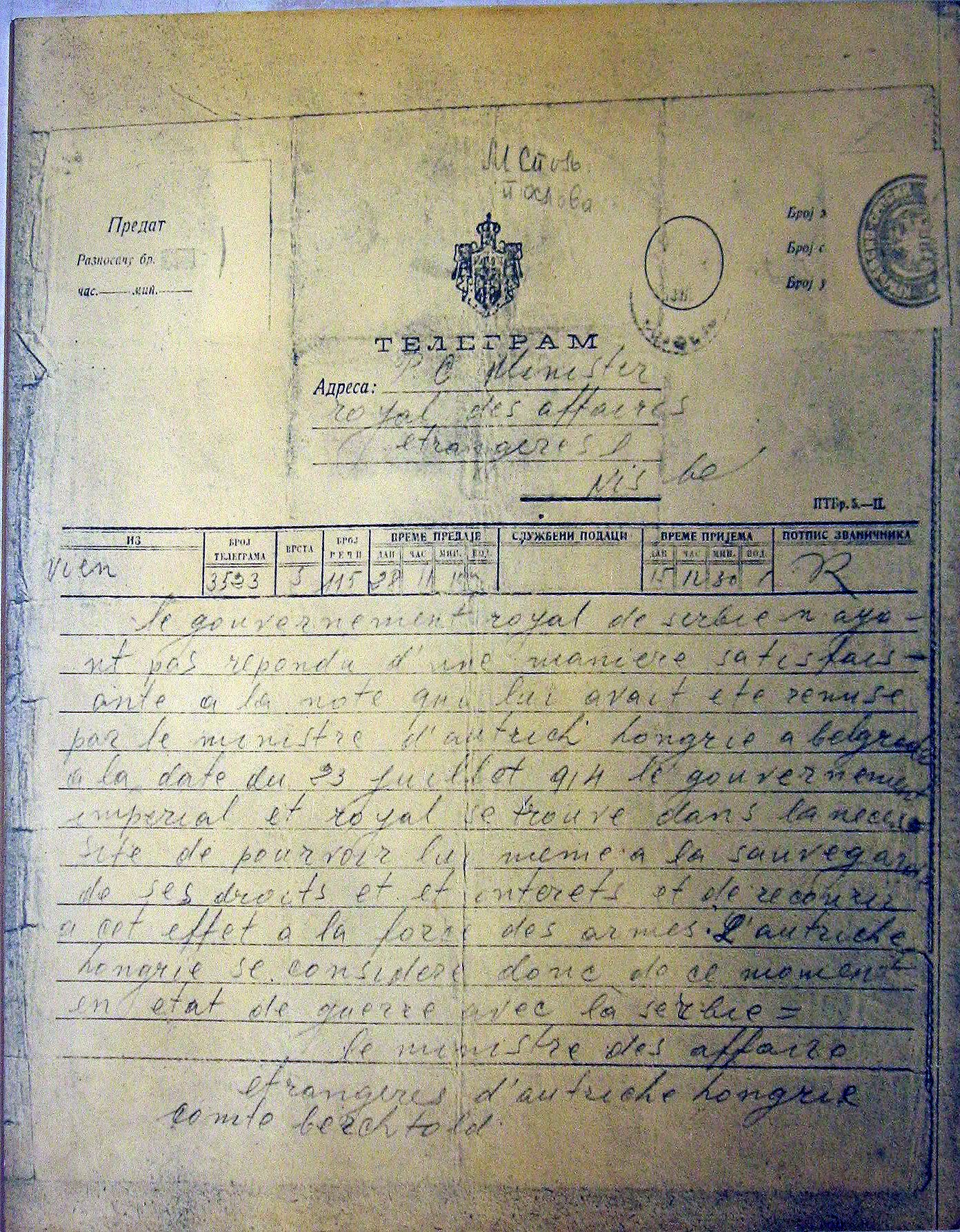
Телеграма в якій Австро-Угорський уряд оголосив війну уряду Сербії 28 липня 1914.

Сербська армія зазнала різкого скорочення від приблизно 420 000 на своєму піку до 100 000 на момент звільнення. Королівство Сербія втратило 1 100 000 жителів під час війни (армійські і цивільні втрати), що становить понад 27 % від загальної чисельності населення і 60 % чоловічого населення. Згідно з даними югославського уряду від 1924 року: Сербія втратили 265 164 солдатів, або 25 % всіх мобілізованих осіб. Для порівняння, Франція втратила 16,8 %, Німеччина 15,4 %, Росія 11,5 %, Італія 10,3 %.
Перемога Сербії у Першій світовій війні, вважається однією з найважчих перемог сучасної історії.

## Передмова
Австро-Угорщина спровокувала боснійську кризу 1908—1909 рр. офіційно анексуючи території колишньої Османської Боснії і Герцеговини, які вона окупувала з 1878 року. Це розлютило Королівство Сербію та її заступника, Російську імперію. Російські політичні маневри в регіоні дестабілізували регіон відомий як «порохова бочка Європи».
У 1912—1913 рр. Перша Балканська війна велася між Балканською лігою і Османською імперією. За результатами війни було підписано Лондонський договір який надалі зменшив терен Османської імперії, створив незалежну албанську державу, а також розширював терени Болгарії, Сербії, Чорногорії та Греції. По результатам Другої Балканської війни Болгарія втратила на користь Сербії та Греції більшу частину Македонії, Південну Добруджу на користь Румунії і Адріанополь на користь Османської імперії, що ще більше дестабілізувало регіон.
28 червня 1914 Гаврило Принцип, боснійський серб, студент і член Млада Босна, убив спадкоємця австро-угорського престолу ерцгерцога Франца Фердинанда Австрійського в Сараєво, Боснія. Політичною метою вбивства було відкраяння від Австро-Угорщини південно-слов'янських провінцій. Вбивство викликало ланцюг подій, що втягнули Росію й інші великі європейські держави. Ця подія розпочала період дипломатичного маневрування між Австро-Угорщиною, Німеччиною, Росією, Францією і Великою Британією, який отримав назву липневої кризи. Бажаючи нарешті припинити втручання Сербії у австрійські справи у Боснії і на Балканах, Австро-Угорщина поставила липневі ультиматуми Сербії, десять вимог, що були навмисно неприйнятними, маючи намір спровокувати війну із Сербією. Коли Сербія погодилася тільки на вісім з десяти вимог, Австро-Угорщина оголосила війну 28 липня 1914 року.
Суперечка між Австро-Угорщиною та Сербією вилилася у Першу світову війну, в якій узяли участь Росія, Німеччина, Франція і Велика Британія. Протягом тижня, Австро-Угорщині оголосила війну Росія, яка мала найбільшу армію в світі на початок XX століття. Сербія стала ще одним фронтом масової бійки, яка почала розгортатися вздовж кордону Австро-Угорщини з Росією. Сербія мала досвідчену армію, воювавшу у двох війнах за останні два роки, але вона була погано озброєна, австро-угорці розраховували знищити її менше ніж за місяць. Стратегія Сербії була в тому, щоб триматися до тих пір, як вони сподівалися, коли росіяни змогли б розгромити австро-угорську армію. Проте Сербія, мала ще клопіт — Болгарію, з якою тільки-но закінчилася війна.

## Збройні сили

### Австро-Угорщина
Необхідність тримати російський фронт для Австро-Угорщини значило що більшу частину австро-угорських військ мали бути відведені з сербського до галицького фронту, а це, в свою чергу зіпсувало початкові плани Австро-Угорщини вторгнення в Сербію. Незважаючи на це, головнокомандування Австро-Угорщини очікувало швидку перемогу над сербами. Австро-угорських військ, призначених для сербської кампанії, було набагато менше, ніж планувалося спочатку (308 000 вояків), враховуючи, що велика частина Австро-Угорської армії було відряджено на галицький фронт, на сербському фронті лишалося близько 200 000 австро-угорських військ.
Проте і австро-угорські війська були не вищої якості Близько чверті з вояків були неписьменними, більшість призовників були від нацменшин і не говорили або не розуміли німецької або угорської. На додаток до цього, більшість солдатів — етнічних чехів, словаків, поляків, румунів і південних слов'ян мали мовні та культурні зв'язки з різними ворогами Австро-Угорської імперії.

### Сербія
На відміну від австро-угорців, серби могли зібрати 450 000 солдатів при повній мобілізації. Основні частини, які прийняли на себе перший удар австро-угорців була 1-ша, 2-га, 3-тя і Ужицька армії (загалом 180 000 вояків). На відміну від австро-угорців, серби були кепсько озброєнні. Було підраховано, що при повній мобілізації 50 000 сербських солдатів взагалі будуть без будь-якої зброї. Багато підрозділів не мали обмундирування, і вояки носили свій одяг. Найболючішим питанням було гостра нестача гвинтівок і боєприпасів.
Серби були підтримані чорногорською армією, проте Королівство Чорногорія не мала регулярної армії, коли розпочалася війна, чорногорці провели мобілізацію місцевих ополченців, загальна чисельність яких склала понад 45 000 вояків.
Незважаючи на брак озброєння, серби і чорногорці мали дві значні переваги в порівнянні з австро-угорцями: вони малий файний бойовий досвід беручи участь у двох останніх балканських війнах, (те, що австро-угорцям не вистачало). Крім того, австро-угорська армія складалась з безлічі розрізнених етнічних груп в межах імперії, і їй не вистачало патріотичного запалу своїх супротивників.
Серби були під командуванням маршала (воєводи) Радомира Путника. Він був старим чоловіком (67 років) зі слабким здоров'ям. Коли почалася війна, він проходив лікування в Будапешті. Австро-угорський уряд заарештував його в лікарні, але потім відпустили після особистого втручання начальника австро-угорського Генерального штабу Франца Конрада фон Гецендорфа, як акт лицарства, а частково вважаючи, що хворий буде легким супротивником. Вони виявилися неправі — Путник блискуче керував сербською армією, хоча він не міг виїхати на фронт і був змушений вести війну з лікарняного ліжка в Белграді.

## 1914

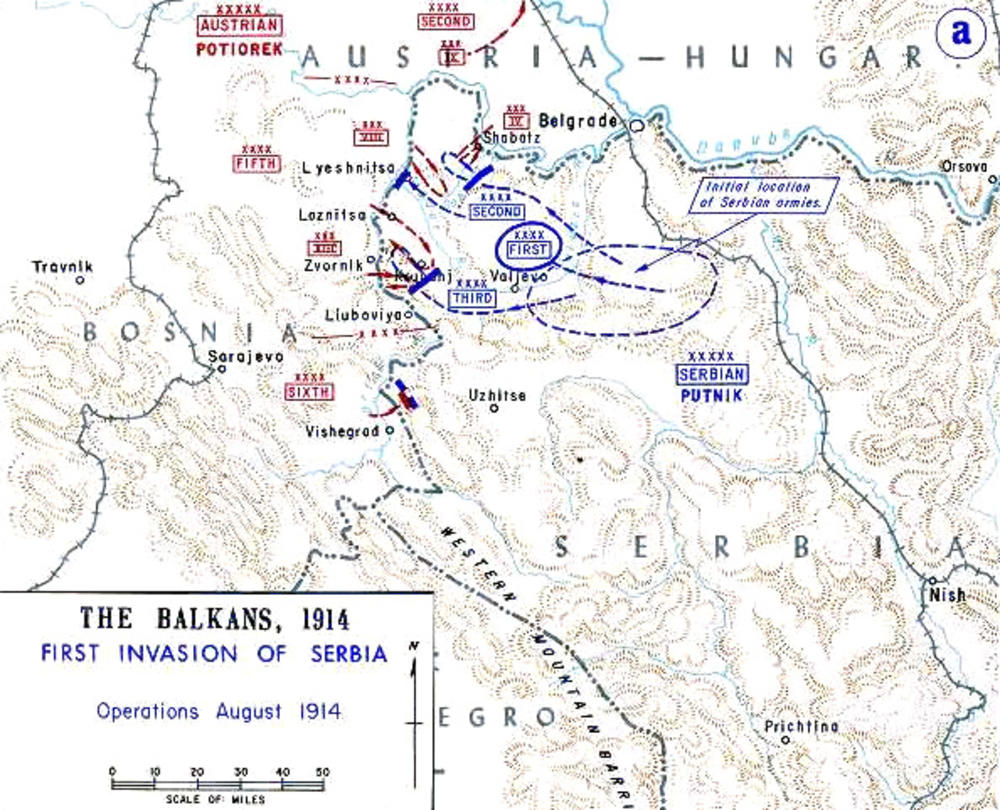
Перший наступ на Сербію, серпень 1914

Сербська кампанія почалася 28 липня 1914 року, коли Австро-Угорщина оголосила війну Сербії та її артилерія обстріляла Белград наступного дня. 12 серпня Австро-угорська армія перетнула кордон по річці Дрина.
Спочатку, три з шести австро-угорських армій були спрямовані на сербський кордон, але через втручання Росії, одну армію було відряджено на схід до галицького фронту. Але все ж, австро-угорці мали дві армії (п'ята і шоста) для нападу на кордоні Боснії.
5-та і 6-та австро-угорські армії мали близько 270 000 вояків, які були набагато краще озброєні, ніж серби. Австро-угорська армія була підпорядкована генералу Оскару Потіореку. Австро-Угорська імперія була третя за величиною населення в Європі в 1914 році, після Росії і Німеччини, і майже в дванадцять разів перевищувало населення королівства Сербії, надавши йому величезну перевагу робочої сили.

### Битва біля Цери
Потіорек розпочав наступ на Сербію з Північної Боснії п'ятою армією, за підтримки частинами шостої армії наступаючою зі Срему. Друга армія мала бути відряджена в Галичину до кінці серпня, але Потіорек використав її для наступу. Шоста армія тільки-но розгорталась і не могла в повному обсязі узяти участь у наступальній операції. Потіорек намагався розгромити Сербію до дня народження імператора Франца-Йосифа. Таким чином, він зробив дві серйозні стратегічні помилки, атакувавши лише трохи більше половиною своїх військ, і розпочав наступ на горбистому заході Сербії замість відкритих рівнин півночі. Цей крок здивував воєводу Путника, який чекав нападу з півночі і спочатку вважав, що це був відволікаючий маневр. Як тільки стало ясно, що це був головний удар, 2-га армія під командуванням генерала Степа Степановича була відряджена на допомогу до невеликої Третьої армії на чолі з Павле Юрішич-Штурм і контратакувати загарбників. Після запеклого чотириденного бою, австро-угорці були змушені відступити — це була перша перемога Антанти у війні. Втрати становили: 23 000 для австро-угорців (з яких 4500 були взяті в полон) і 16 500 для сербів.

### Битва на Дрині

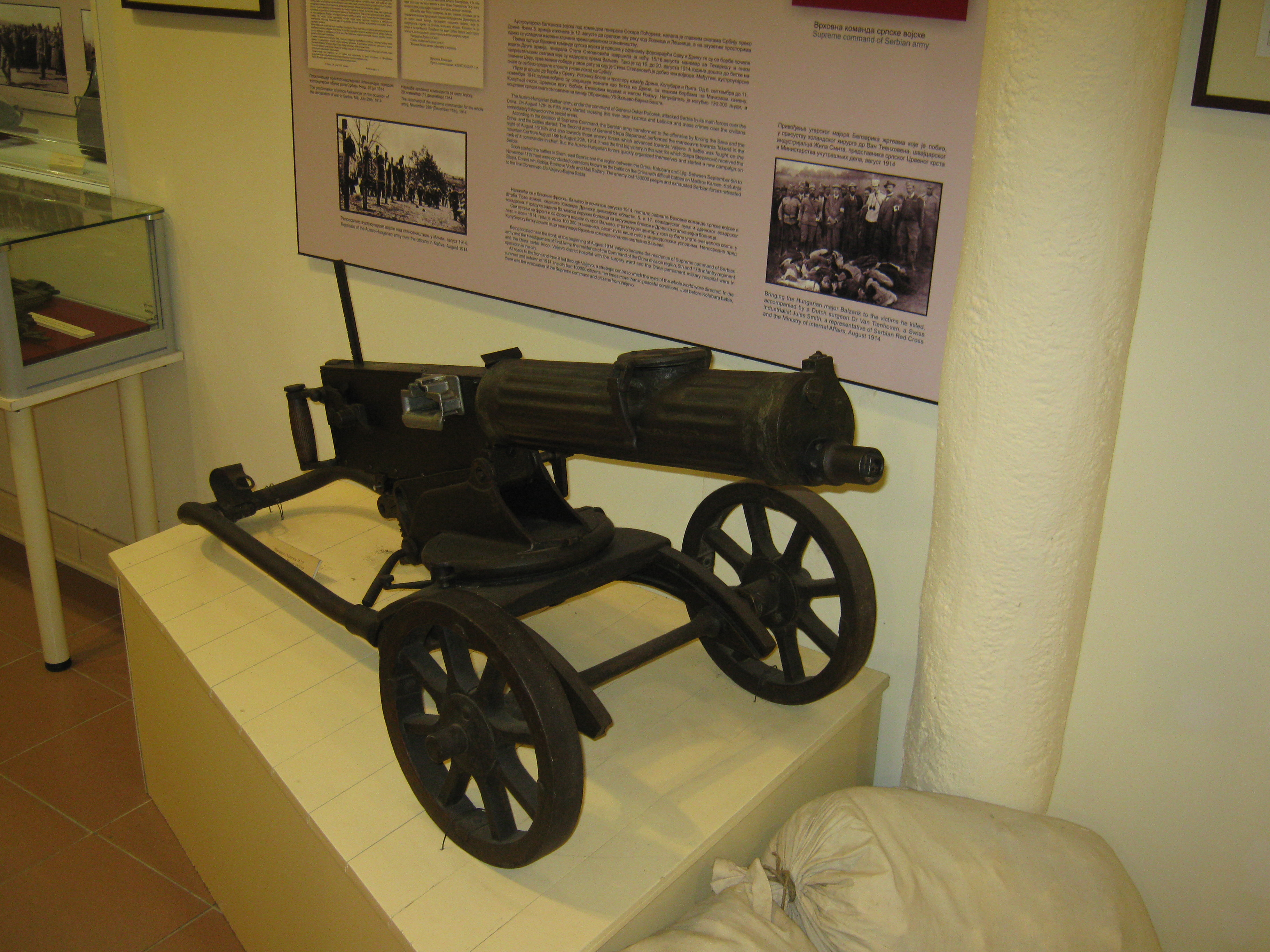
Maxim MG 10 Сербської королівської армії

Під тиском з боку своїх союзників, Сербія провела обмежений наступ через річку Сава в австро-угорську область Срем 1-ю сербською армією. Провідною метою було затримати відрядження 2-ї австро-угорської армії на галицький фронт, проте мета була не досягнута, через те що війська були вже транспортовані. Крім того Тімоцька дивізія зазнала жорсткої поразки при диверсійній переправі, загинуло близько 6000 вояків, атакувавши тільки з 2000 вояками.
Потіорек розпочав новий наступ з Боснії задля припинення сербського наступу і відволікання сербських військ для захисту власного терену.
7 вересня австро-угорські війська розпочали наступ із заходу, через річку Дрина, П'ятою армією з Мачва, і Шостою далі на південь. Початкова атака п'ятої армії була відбита сербською другою армією, австро-угорці втратили 4000 вояків, але сильнішій 6-й армії вдалося форсувати річку відкинувши підрозділи сербської 3-ї армії і закріпитися. Після того як деякі підрозділи 2-ї сербської армії були спрямовані для зміцнення 3-ї сербської армії, 5-ій австро-угорській армії, після нової атаки, також вдалося створити плацдарм. У той час, воєвода Путник вивів 5-ту сербську армію зі Срему і використовував її за для контратаки проти 6-ї армії. Спочатку контратака вдалась, але, на далі, відбулися криваві чотириденні бої за пік Мачков Камень гори Ягодна, в яких обидві сторони зазнали величезних втрат в наступних лобових атаках і контратаках. Дві сербські дивізій втратили близько 11 000 чоловіків, Австро-Угорщина зазнала втрат, ймовірно, на тому ж рівні.
Маршал Путник наказав окопатися на навколишніх пагорбах, наступна позиційна війна тривала півтора місяця, яка була вельми несприятлива для сербів, через брак зброї, обмундирування і набоїв. В артилерії австро-угорці мали повну перевагу, через артобстріли і з інших причин серби щодня втрачали 100 вояків.
Протягом першого тижня позиційної війни, Сербська Ужицька армія (одна посилена дивізія) і Чорногорська Санджакська армія (приблизно дивізія) провели невдалий наступ в Боснії. Крім того, обидві сторони провели декілька локальних атак, більшість з яких зазнали нищівної поразки. В одній із таких атак сербська армія використовувала мінну війну вперше: комбінована дивізія вирила тунелі під австро-угорськими траншеями (що були всього 20—30 метрів від них сербських на цій ділянці), встановили міни і підірвали їх.

### Колубарська битва

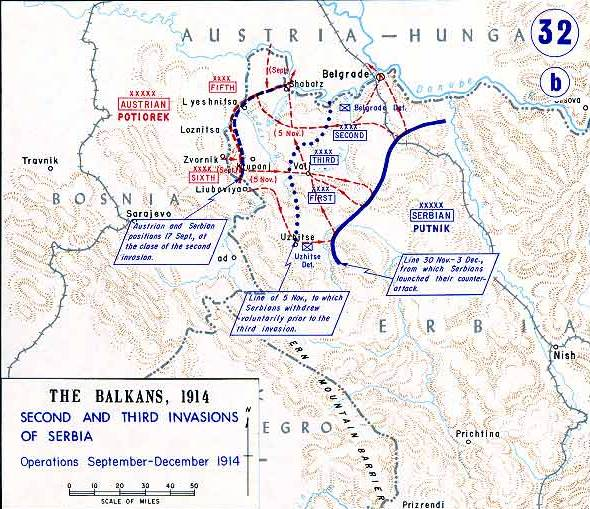
Битва біля Колубари

Через брак набоїв серби були змушені відступати до річки Колубара. 5 листопада австро-угорські армії почали ще одну масовану атаку на сербів. У цей час генерала Живоїн Мишич, було призначено командувачем Першою армією, замінивши пораненого Петара Бойовича. Він наполягав на глибокому відступу для того, щоб дати військам деякий відпочинок і для скорочення фронту. Маршал Путник, погодився але через це було втрачено столицю Белград. Після великих втрат, австро-угорська армії увійшла в місто 2 грудня. Задля цього Потіорек відрядив всю П'яту армію в район Белграда і використовував її для стабілізації флангів. Це дало сербам час для відпочинку і для перегруповування.
У цей час нарешті прибули артилерійські набої, із Франції та Греції. Крім того, відбулось перегрупування військ і воєвода Путник правильно відчув, що австро-угорські війська були небезпечно перевантажені і ослаблені в попередніх наступах, тому він наказав розпочати повномасштабний наступ усієї сербської армії 3 грудня проти Шостої Австро-Угорської Армії. 5-та австро-угорська армія спробувала атакувати сербські фланги, але було вже надто пізно — оборону 6-ї армії було зламано, 2-га і 3-тя сербські армії відбили наступ 5-ї австро-угорської армії. Потіорек, надав наказ про евакуацію 6-ї армії через Дунай на територію Австро-Угорщини. Сербська армія відбила Белград 15 грудня.
Перша фаза війни на Сербському фронті закінчилася без змін кордонів, але втрати були величезними в порівнянні з попередніми війнами. Сербська армія втратила 170,000 чоловік убитими, пораненими, полоненими або зниклими безвісти. Австро-угорські втрати були 215 000 осіб убитими, пораненими і зниклими безвісти. Австро-угорський генерал Потіорек був відсторонений від командування і замінений ерцгерцогом Ойгеном Австрійським. Сербія взимку 1914—1915 рр. зазнала спустошливої епідемії тифу, яка вбила сотні тисяч сербських цивільних осіб.

## 1915

### Передмова
На початку 1915 р., після Османських поразок у Сарикамиській битві і в Суецькій кампанії, начальник німецького Генерального штабу Еріх фон Фалькенгайн намагався переконати Австро-Угорського начальника штабу Франц Конрад фон Гетцендорфа, про важливість завоювання Сербії. Якщо Сербія буде окупована, то німці матимуть залізничне сполучення з Німеччини, через Австро-Угорщину до Константинополя (і далі). Це дало б німцям змогу відвантажувати військові вантажі і навіть війська для допомоги Османській імперії. Хоча це навряд чи в інтересах Австро-Угорщини, Австро-Угорщина дійсно хотіла перемогти Сербію. Крім того, Росія була більш небезпечним ворогом, і, крім того, з вступом Італії у війну на боці Антанти, австро-угорці мали вельми багато клопоту (див. Італійська кампанія (Перша світова війна)).
І Антанта і Центральні держави намагалися отримати Болгарію на свій бік. Болгарія і Сербія воювали двічі за останні 30 років: сербсько-болгарській війні в 1885 році, і Другій Балканській війні у 1913 року. Через це болгарський уряд і народ вважали, що Сербія мали терен, на який Болгарія мала право, і, коли Центральні держави запропонували Болгарії повернути втрачений терен, болгари вступили у війну на їх стороні. Після поразок Антанти при Галліполі і поразки Росії в Горлиці, король Фердинанд підписав договір з Німеччиною та 23 вересня 1915 року, Болгарія почала військову мобілізацію.

### Протиборчі сили
Протягом попередніх дев'яти місяців, серби невдало намагалися поліпшити ситуацію з набоями і постачанням харчів. На середину 1915 року Сербія мала лише на 30 000 вояків більше війська, ніж на початок війни (близько 225 000), яке було кепсько озброєно. Хоча Велика Британія і Франція обговорювали відрядження до Сербії, потужного військового угрупування, не було нічого зроблено, поки не стало надто пізно. Коли Болгарія почала мобілізацію, Велика Британія і Франція відрядили дві дивізії, але вони прибули пізно в грецьке місто Салоніки. Однією з причин затримки була грецька криза.
Проти Сербії були задіяні болгарська 5-та армія, німецька одинадцята армія і австро-угорська 3-тя армія, під спільним командуванням фельдмаршала Макензена. Крім того, 2-га болгарська армія, яка залишилися під безпосереднім контролем болгарського командування, була розгорнута проти Македонії.

### Хід кампанії

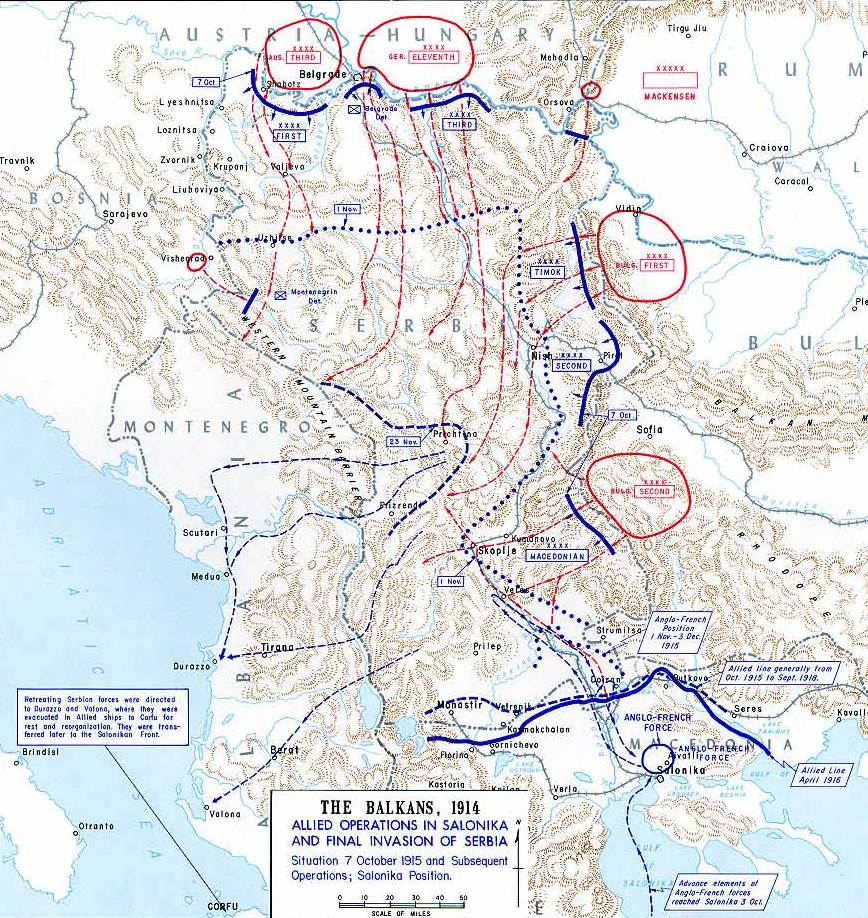
Завоювання Сербії в 1915

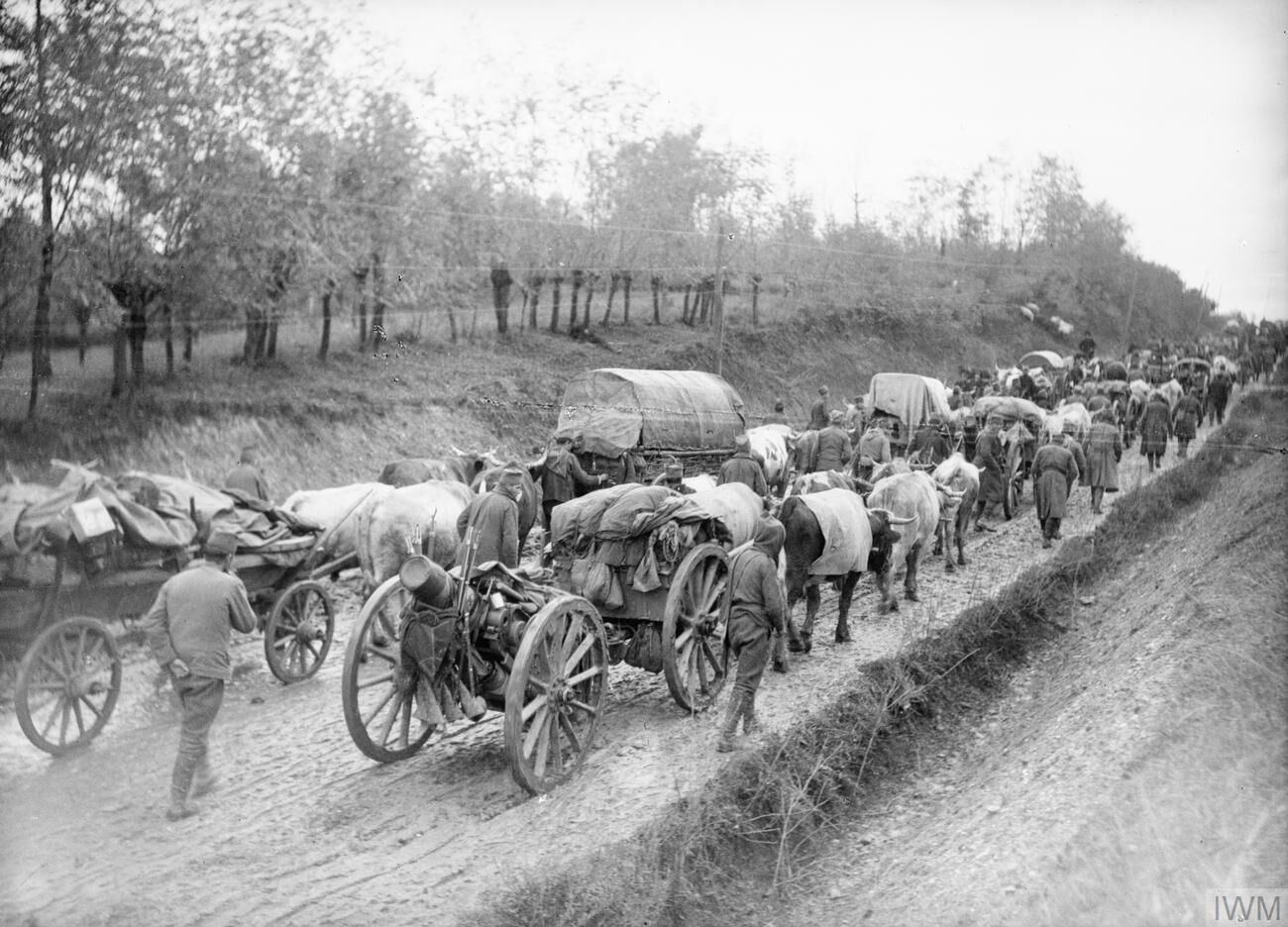
Евакуація сербської армії в Албанію, 1915

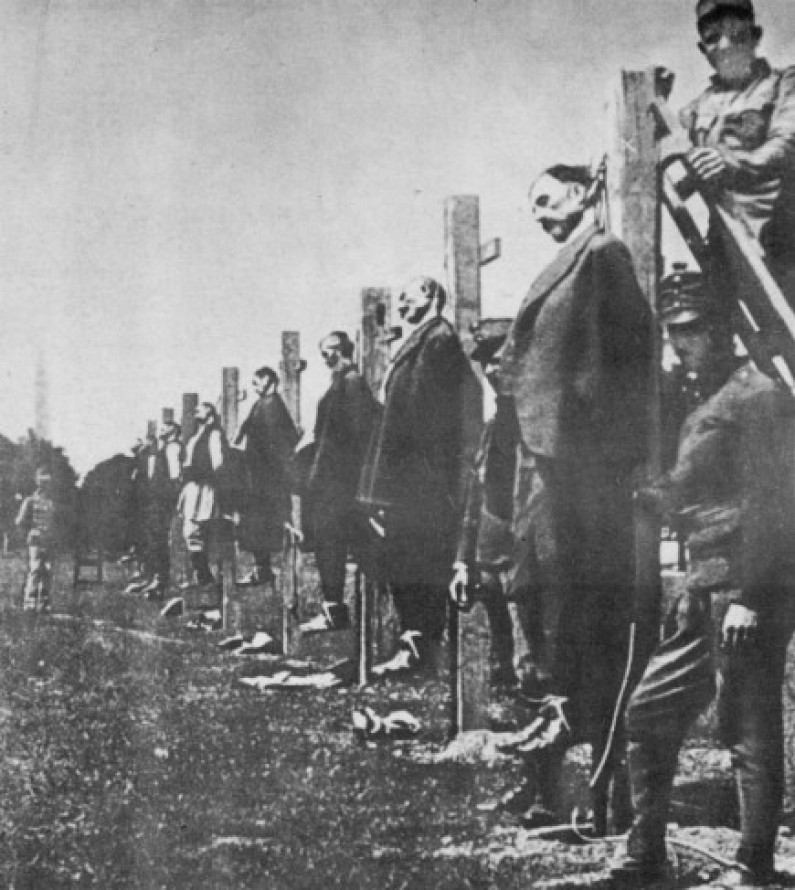
Австро-угорські вояки знищують цивільне сербське населення

Австро-угорці та німці почали наступ 7 жовтня, їх війська форсували річки Дрина і Сава, перед цим провівши артобстріл. Відразу розпочався штурм Белграда, відбувались запеклі вуличні бої і остаточно сербський опір в місті було придушене 9 жовтня.
14 жовтня болгарська армія атакувала з двох напрямків, з півночі Болгарії до Ниша і з півдня в напрямку Скоп'є. 1-ша болгарська армія здолала опір 2-ї сербської армії в Моравській битві, в той час як 2-га болгарська армія розгромила сербів у битві при Овче Поле. Болгарський прорив, поставив перед сербами дилему — або відступити, або бути оточеними і змушеними здатися. У Косовській битві серби зробили останню і відчайдушну спробу об'єднання з двома неповними дивізіями Антанти, які зробили спробу наступу з півдня, але були зупинені болгарськими військами під командуванням генерала Г. Тодорова і змушені були відступити.
Воєвода Путник віддав наказ про повний відступ, на південь і захід через Чорногорію і в Албанію. Погода була жахлива, дороги кепські, і армія повинна була допомогти десяткам тисяч цивільних осіб, які відступили з ними майже без харчування. Але погана погода і погані дороги працювали на біженців, через те що війська Центральних держав не могли переслідувати відступаючих. Багато з відступаючих вояків і цивільних осіб не дістались на узбережжя — вони загинули від голоду, хвороб, нападу військ Центральних держав і албанських племінних груп обставини відступу були катастрофічними, тільки 155 000 сербів, в основному солдати, досягли узбережжя Адріатичного моря, і завантажились на кораблі Антанти, які транспортували армію на різні грецькі острови (багато було відправлено на Корфу) перед відправкою в Салоніки.
Ті, що залишилися в живих, були настільки ослаблені, що тисячі з них померли від виснаження протягом декількох тижнів після їхнього порятунку. Воєвода Путник хворів протягом всього відступі, і він помер трохи більше, ніж через рік в лікарні у Франції.
Французькі та британські дивізії рушили наприкінці листопада на північ від Салонік, під командуванням французького генерала Моріса Саррая, проте британські дивізії отримали наказ від військового міністерства в Лондоні, не перетинати грецький кордон. Таким чином, французькі дивізії рушили на свої до позиції на річці Вардар. Цей наступ дав обмежену допомогу відступаючій сербській армії — болгарській армії довелося зосередити деякі сили на південному фланзі, за для нейтралізації загрози (Битва біля Криволаку).
Це була майже повна перемога Центральних держав, Центральні держави втратили 67 000 вояків, у порівнянні з близько 90 000 сербів, убитих або поранених і 174 000 взятих у полон Залізниця з Берліна до Константинополю, нарешті, відкрилася.

## 1916—1918
У 1917 році відбулось Топлицьке повстання сербів, яке звільнило на короткий час область між горами Копаонік і річкою Південна Морава. Повстання було придушене спільними зусиллями болгарських і австрійських військ в кінці березня 1917 року.

Салоніцький фронт спочатку був в основному статичним. Французькі та сербські війська відвоювали обмежену область Македонії — Битолу 19 листопада 1916 року в результаті кровопролитної наступальної Монастирської операції, яка призвела до стабілізації фронту.

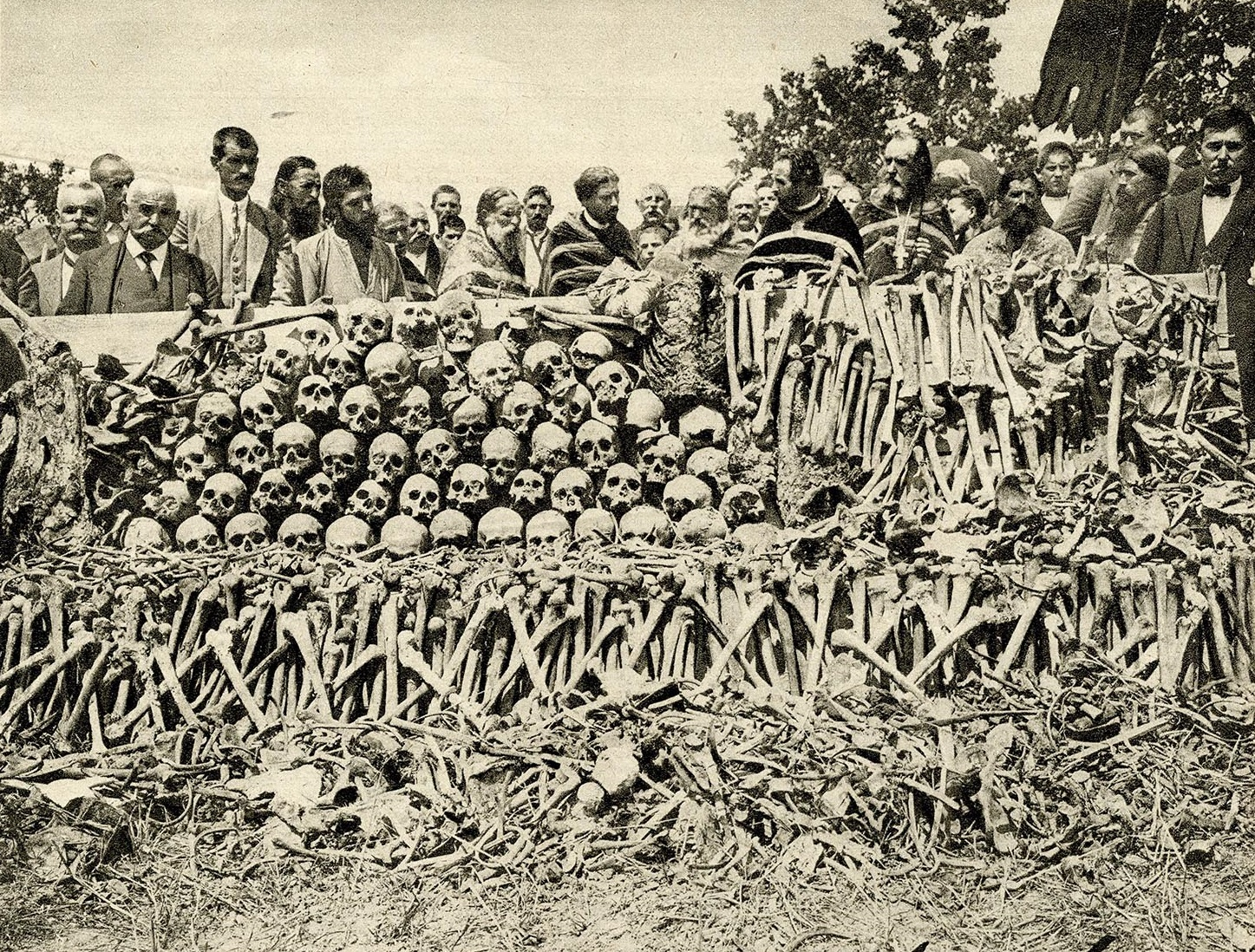
Рештки убитих сербів болгарськими вояками в місті Сурдуліце

Сербські і французькі війська, нарешті, прорвали фронт, після чого більшість німецьких і австро-угорських військ відступило. Цей прорив був значним у перемозі над Болгарією та Австро-Угорщиною, що призвело до остаточної перемоги у світовій війні. Болгари зазнали єдиної поразки у війні у битві при Добро-полі, але за кілька днів пізніше вони рішуче перемогли британські і грецькі війська у Дойранській битві, завдяки чому уникли окупації. Після прориву союзників Болгарія капітулювала 29 вересня 1918 року. Гінденбург і Людендорф прийшли до висновку, що стратегічний і оперативний баланс тепер зміщується рішуче проти Центральних держав і наступного дня після болгарської краху, під час зустрічі з представниками уряду, наполягали на терміновому мирному врегулюванні.
Зникнення македонського фронту означало, що дорога на Будапешт і Відень тепер відкрита для 670 000 вояків армії генерала Луї Франше д'Еспере, яка після болгарської капітуляції позбавила Центральні держави 278 піхотних батальйони і 1500 гармат (еквівалент від 25 до 30 німецьких дивізій), які раніше тримали фронт. Німецьке верховне командування відрядило тільки сім піхотних і одну кавалерійську дивізію, але цих сил були далеко не достатньо для стабілізації фронту.
Сербська армія, спираючись на підтримку британських і французьких військ, звільнила Сербію за два тижні до кінця війни.

## Кінець війни

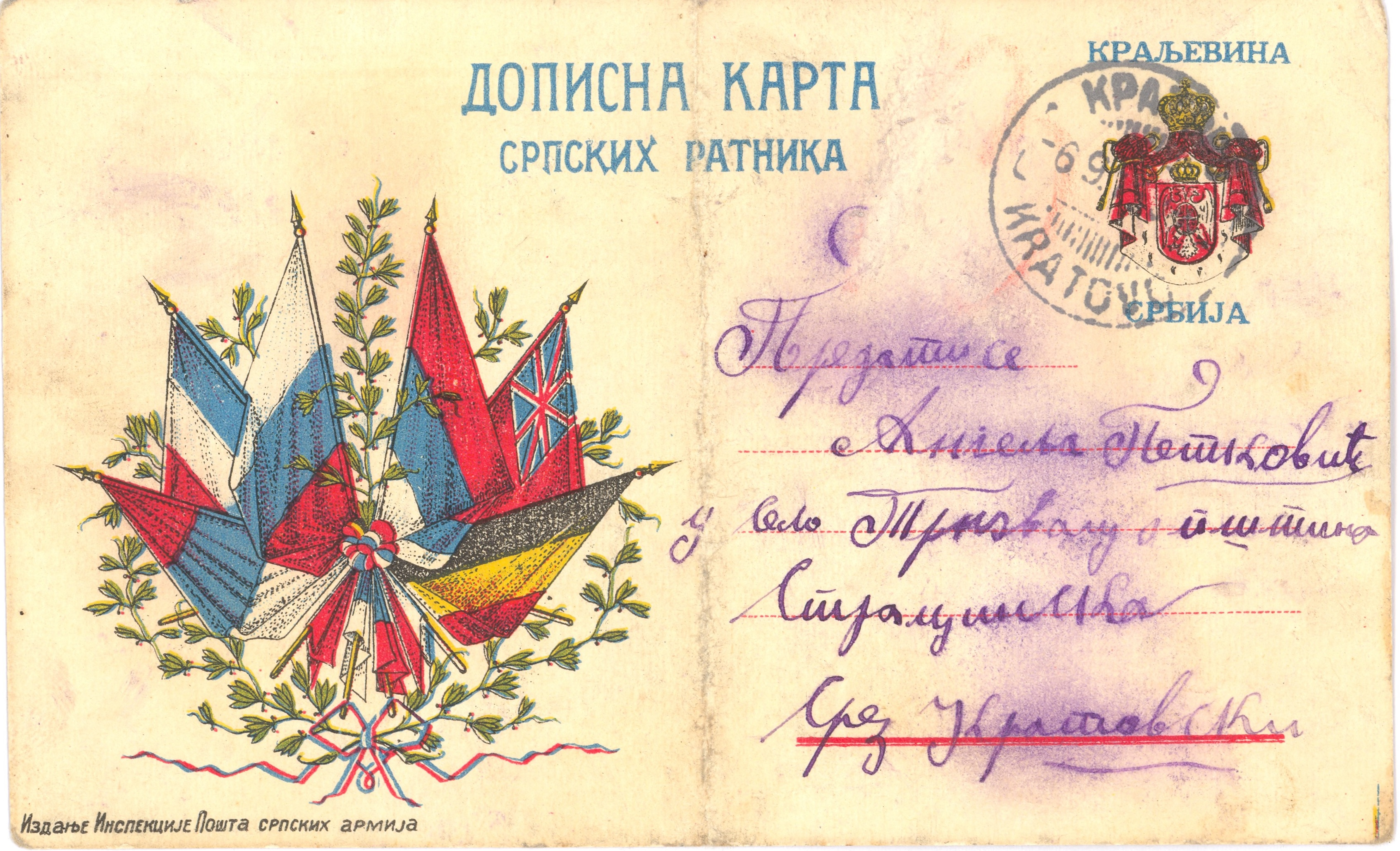
Листівка з прапорами країн Антанти для солдатів, набраних з сербської армії

За результатами війни були підписано Нейїський мирний договір який надав Греції Західну Фракію, Сербії деякі незначні територіальні поступки від Болгарії. Австро-Угорщина була розкраяна на частини, Угорщина втратила багато теренів, на користь Югославії і Румунії по Тріанонському договору. Сербія отримала лідируючі позиції в новій державі Югославія, до якої приєднався старий союзник Чорногорія. У той же час, Італія створила квазі-протекторат над Албанією та Грецією окупувавши південну частину країни. (Автономна Республіка Північного Епіру).

Втрати Антанти

## Втрати
До війни Королівство Сербія мало 4,5 млн жителів. За даними «Нью-Йорк таймс», у 1915 році тільки 150 000 чоловік, загинуло від найжорстокішої епідемії тифу в світовій історії. За допомогою Американського Червоного Хреста та 44 іноземних держав, спалах було взято під контроль до кінця року. Кількість жертв серед цивільного населення, становило до 650 000 осіб, в першу чергу через спалах тифу і голоду, але й через прямі зіткнення з окупантами. Втрати Сербії склали 8 % від загальних військових втрат Антанти. 58 % регулярної сербської армії (420 000 вояків) загинуло в ході конфлікту. Загальна кількість жертв, перевищила 1 000 000 25 % від довоєнного населення Сербії, 57 % від загальної чисельності чоловічого населення.